# Jennifer Schubert

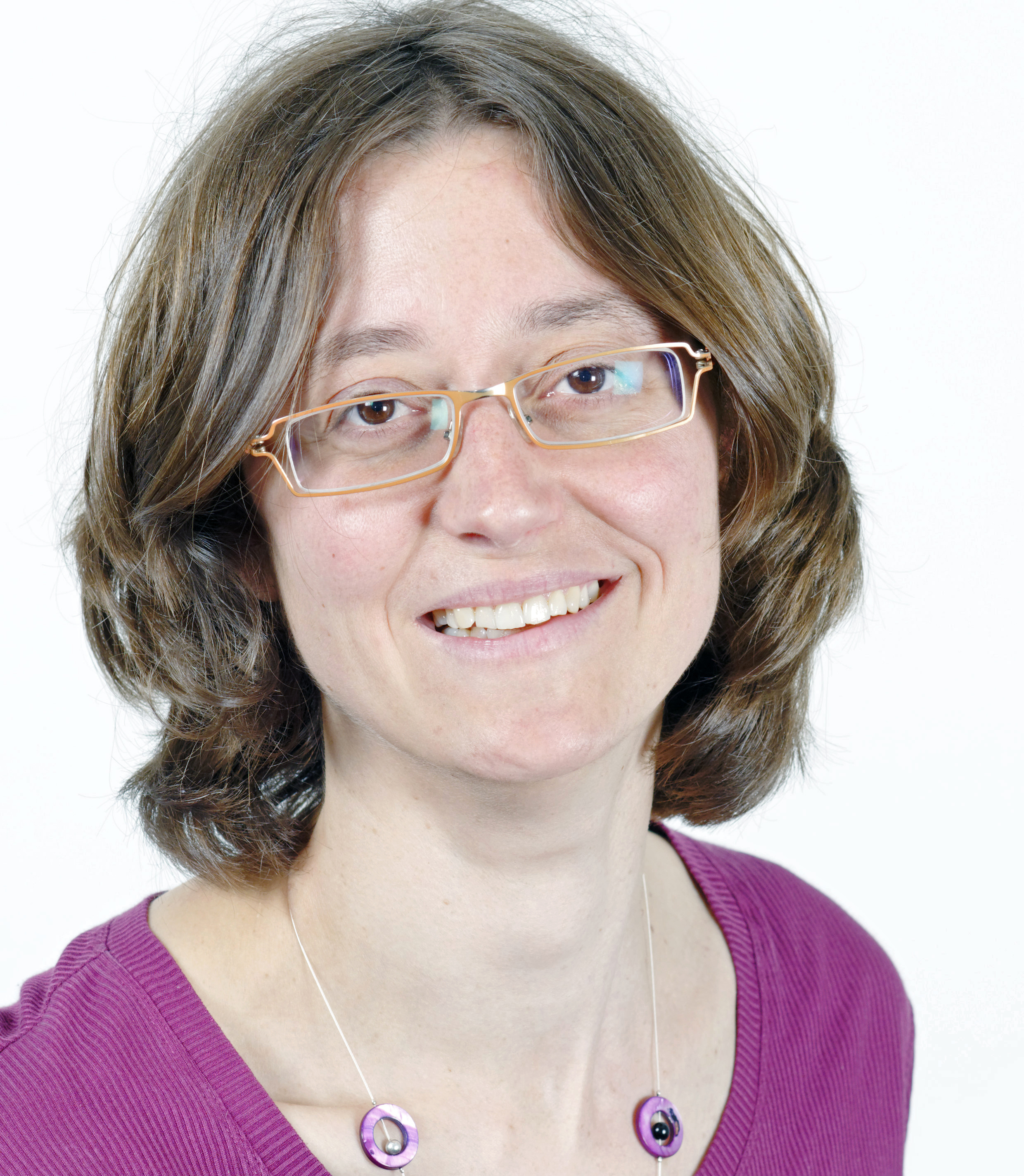
Jennifer Schubert im Mai 2011

Jennifer Schubert (* 5. April 1973 in Essen) ist eine deutsche Politikerin (Bündnis 90/Die Grünen) und war von 2009 bis 2014 Mitglied des Thüringer Landtags.

## Werdegang
Schubert studierte Biologie in Bayreuth, York und Jena. Nach dem Abschluss mit dem Diplom war sie unter anderem Praktikantin beim NABU und EU-Referentin an der Friedrich-Schiller-Universität Jena.
Schubert war von 2003 bis 2009 Landesgeschäftsführerin von Bündnis 90/Die Grünen in Thüringen. Sie war zudem Fraktionsvorsitzende ihrer Partei im Jenaer Stadtrat. Bei der Landtagswahl in Thüringen 2009 hatte sie Platz 5 der Landesliste ihrer Partei inne und zog in den Landtag ein. Schubert lebt mit ihrer Lebensgefährtin in einer Eingetragenen Lebenspartnerschaft und hat zwei Kinder.
Zur Landtagswahl 2014 verzichtete sie auf eine erneute Kandidatur auf der Landesliste. Sie trat lediglich als Direktkandidatin im Wahlkreis Greiz I an und erhielt dort 5,2 % der Stimmen.